# كارل هايمان
كارل هايمان (بالإنجليزية: Carl Hayman)‏ هو لاعب اتحاد الرغبي نيوزيلندي، ولد في 14 نوفمبر 1979 في أوبوناكي ‏ في نيوزيلندا.

## وصلات خارجية
- كارل هايمان على موقع دوري الرغبي الممتاز (الإنجليزية)
- كارل هايمان عل موقع إسبنسكروم (الإنجليزية)
- كارل هايمان على موقع ItsRugby.co.uk (الإنجليزية)